# 富蘭克林·羅法蘭尼

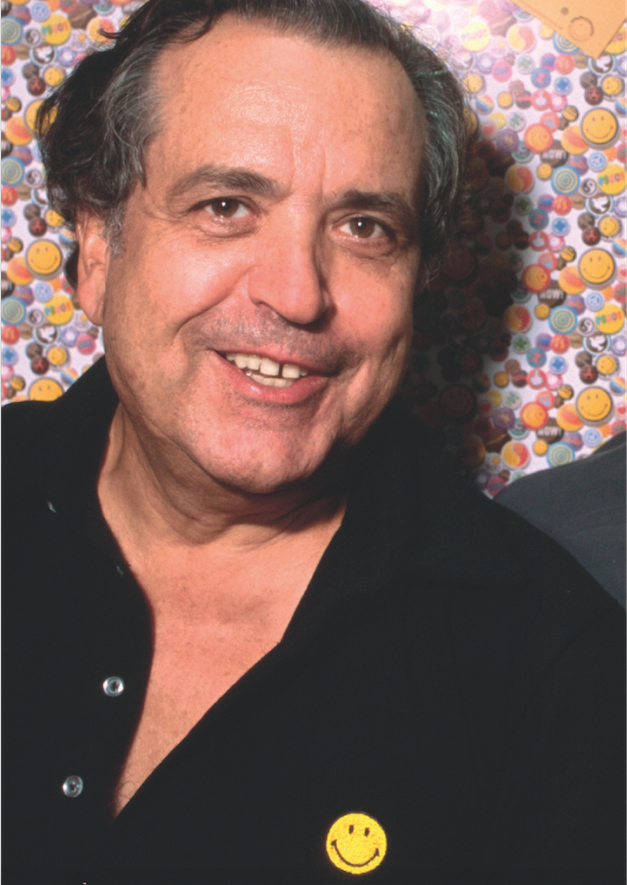
富蘭克林·羅法蘭尼

富蘭克林·羅法蘭尼（Franklin Loufrani，1942年10月25日—）出生于阿尔及利亚阿尔及尔，是Smiley Company公司总裁， 该公司在100多个国家拥有笑脸表情（Smiley）和名称的商标和版权。

## 來歷
富蘭克林·羅法蘭尼从事新闻业超过50年，并在授权行业出任高级职务。
于1960年开始成为《法兰西晚报》编辑，并兼任Masius-Landa广告公司的文案。1969年，他创立了法国出版商Hachette的授权部门，提供《大象巴巴》（Babar the Elephant）及其图书中其他角色的授权许可。
1972年，羅法蘭尼成为将笑脸表情（Smiley）注册商标并加以推广的第一人。 他用笑脸表情标注法兰西晚报的好消息报道。他简单地称呼该设计为“Smiley（笑脸）”，并开始通过自己的公司，Knowledge Management International (KIM)对其使用进行授权。
后来在1973年，他成为Junior Productions的董事长兼总经理，该公司是漫威、汉纳巴贝拉、Larry Harmon以及其他主要美国全球授权机构的授权代理，包括新兴的日本出版商，如Goldorak（日本的Yūfō Robo Gurendaizā）、Prince Saphir（日本的Ribon no Kishi）等。
1977年，他推出Télé-Junior S.A并出任董事长兼出版总监。1978年他也成为Télé-Parade的出版总监。那段时期，羅法蘭尼在杂志、唱片、录音带和录像带的出版发行上不断创新，提升了自家授权业务的认知度，从而建立了声誉，成为第一家通过媒体活动和发行业务支持授权业务的代理机构（漫威、汉纳巴贝拉、Larry Harmon）。
1980年，羅法蘭尼被任命为S.P.P.S（Syndicat des Publication Périodiques Spécialisées）的总干事，同年8月，他创建了SARL Junior d'aujourd'hui，作为Femmes d'Aujourd'hui的一个部门。随着羅法蘭尼在出版业名声鹊起，1981年，他成为F.N.P.H.P （Fédération Nationale de la Presse Hebdomadaire et Périodique）管理顾问的一员，此后于1984年成为该机构广告委员会成员。1981年10月，他从FEMMES D'aujourd'hui购买了SARL Junior d'aujourd'hui的股份，并获得在其公司SARL Junior Productions持有和使用“Télé-Junior”的权利。在此期间，富蘭克林·羅法蘭尼继续将Smiley作为一项全球性授权业务，1996年，尼古拉斯·罗法兰尼进入父亲在伦敦的Smiley公司工作。他们一起创立了Smiley授权公司，收回了自1971年起富蘭克林·羅法蘭尼在Smiley笑脸标志上一直持有的商标专用权。

## Smiley品牌的创立
1971年，羅法蘭尼接到《法兰西晚报》编辑Pierre Lazareff的一项棘手任务，要求在坏消息盛行时通过宣传活动传播幸福点滴。他想出了一个简单的标志，可用来突出好消息。
该标志已于1971年10月1日正式在法国工业产权局（INPI）注册商标，类别为商品和服务。
Smiley标志诞生于1972年1月1日星期六，当时法兰西晚报印制了羅法蘭尼推广幸福的笑脸表情“留些时间微笑”。这是已知的Smiley标志最早的，有具体日期并已出版的所有权声明。
没过多久，推广取得了成效，Smiley在各行业均收获了不同的授权机会。该业务已成长为一种重要的商品化权现象。Smiley活动也被欧洲其他报纸所采用，如《荷兰电讯报》，瑞士《一瞥报先锋报》等。

## SmileyWorld慈善基金会
2005年羅法蘭尼父子创立了一个慈善机构，即SmileyWorld慈善基金会（SWA）。 他们随后决定将公司的部分利润用于资助全球各种社会项目。

## 外部連結
- 官方网站